# Mistrzostwa Europy w Kolarstwie Szosowym 2023 – wyścig ze startu wspólnego mężczyzn
Mistrzostwa Europy w Kolarstwie Szosowym 2023 – wyścig ze startu wspólnego mężczyzn – konkurencja wyścigu ze startu wspólnego elity mężczyzn w ramach Mistrzostw Europy w Kolarstwie Szosowym 2023, która odbyła się 24 września 2023 na liczącej niespełna 200 kilometrów trasie z Assen do Wijster w prowincji Drenthe.

## Uczestnicy

### Reprezentacje
| Reprezentacje (33)- Albania - Austria - Belgia - Chorwacja - Czechy - Dania - Estonia - Francja - Niemcy - Wielka Brytania - Węgry - Islandia - Irlandia - Izrael - Włochy - Kosowo - Łotwa - Litwa - Czarnogóra - Macedonia Północna - Norwegia - Holandia - Polska - Portugalia - Rumunia - Serbia - Słowacja - Słowenia - Hiszpania - Szwecja - Szwajcaria - Turcja - Ukraina |
| |

### Lista startowa
| Belgia BEL | Belgia BEL         | Belgia BEL |
| ---------- | ------------------ | ---------- |
| Nr         | Kolarz             | Miejsce    |
| 1          | Yves Lampaert      | 17.        |
| 2          | Wout van Aert      | 2.         |
| 3          | Jasper De Buyst    | DNS        |
| 4          | Arnaud De Lie      | 4.         |
| 5          | Tim Declercq       | DNF        |
| 6          | Jasper Stuyven     | 12.        |
| 7          | Edward Theuns      | DNF        |
| 8          | Florian Vermeersch | 77.        |

| Dania DEN | Dania DEN               | Dania DEN |
| --------- | ----------------------- | --------- |
| Nr        | Kolarz                  | Miejsce   |
| 9         | Mikkel Bjerg            | DNF       |
| 10        | Tobias Lund Andresen    | 87.       |
| 11        | Christopher Juul-Jensen | 68.       |
| 12        | Mathias Norsgaard       | DNF       |
| 13        | Andreas Kron            | 9.        |
| 14        | Michael Mørkøv          | 70.       |
| 15        | Mads Pedersen           | 7.        |
| 16        | Casper Pedersen         | 45.       |

| Słowenia SLO | Słowenia SLO    | Słowenia SLO |
| ------------ | --------------- | ------------ |
| Nr           | Kolarz          | Miejsce      |
| 17           | Tilen Finkšt    | 81.          |
| 18           | Matevž Govekar  | DNS          |
| 19           | Aljaž Jarc      | DNF          |
| 20           | Kristijan Koren | DNF          |
| 22           | Jaka Primožič   | 50.          |
| 23           | Anže Skok       | 82.          |
| 24           | Mihael Štajnar  | DNF          |

| Wielka Brytania GBR | Wielka Brytania GBR | Wielka Brytania GBR |
| ------------------- | ------------------- | ------------------- |
| Nr                  | Kolarz              | Miejsce             |
| 25                  | Joshua Tarling      | DNF                 |
| 26                  | Lewis Askey         | 31.                 |
| 27                  | Sean Flynn          | 32.                 |
| 28                  | Luke Rowe           | 75.                 |
| 29                  | Mark Stewart        | 69.                 |
| 30                  | Ben Turner          | 24.                 |
| 31                  | Ethan Vernon        | 15.                 |
| 32                  | Samuel Watson       | 25.                 |

| Francja FRA | Francja FRA        | Francja FRA |
| ----------- | ------------------ | ----------- |
| Nr          | Kolarz             | Miejsce     |
| 33          | Arnaud Démare      | 73.         |
| 34          | Sandy Dujardin     | 22.         |
| 35          | Christophe Laporte | 1.          |
| 36          | Matis Louvel       | DNF         |
| 37          | Clément Russo      | DNF         |
| 38          | Florian Sénéchal   | 10.         |
| 39          | Anthony Turgis     | 29.         |
| 40          | Axel Zingle        | DNF         |

| Hiszpania ESP | Hiszpania ESP        | Hiszpania ESP |
| ------------- | -------------------- | ------------- |
| Nr            | Kolarz               | Miejsce       |
| 41            | Xabier Azparren      |               |
| 42            | Fernando Barceló     | 55.           |
| 43            | Jon Barrenetxea      | 51.           |
| 44            | Víctor de la Parte   | 83.           |
| 45            | Imanol Erviti        | 40.           |
| 46            | Jesús Ezquerra       | 58.           |
| 47            | Iván García Cortina  | 11.           |
| 48            | David González López | 54.           |

| Holandia NED | Holandia NED   | Holandia NED |
| ------------ | -------------- | ------------ |
| Nr           | Kolarz         | Miejsce      |
| 49           | Sjoerd Bax     | 30.          |
| 50           | Daan Hoole     | 23.          |
| 51           | Nils Eekhoff   | 65.          |
| 52           | Olav Kooij     | 3.           |
| 53           | Bauke Mollema  | DNF          |
| 54           | Elmar Reinders | 46.          |
| 55           | Cees Bol       | DNF          |
| 56           | Mike Teunissen | 5.           |

| Włochy ITA | Włochy ITA       | Włochy ITA |
| ---------- | ---------------- | ---------- |
| Nr         | Kolarz           | Miejsce    |
| 57         | Edoardo Affini   | DNF        |
| 58         | Mattia Cattaneo  | 76.        |
| 59         | Filippo Ganna    | 37.        |
| 60         | Matteo Sobrero   | 35.        |
| 61         | Luca Mozzato     | 42.        |
| 62         | Andrea Pasqualon | 36.        |
| 63         | Matteo Trentin   | 14.        |
| 64         | Elia Viviani     | 44.        |

| Szwajcaria SUI | Szwajcaria SUI   | Szwajcaria SUI |
| -------------- | ---------------- | -------------- |
| Nr             | Kolarz           | Miejsce        |
| 65             | Stefan Bissegger | 74.            |
| 66             | Johan Jacobs     | 71.            |
| 67             | Reto Hollenstein | 80.            |
| 68             | Fabian Lienhard  | 48.            |
| 69             | Lukas Rüegg      | 84.            |
| 70             | Michael Schär    | 72.            |
| 71             | Félix Stehli     | 86.            |

| Portugalia POR | Portugalia POR  | Portugalia POR |
| -------------- | --------------- | -------------- |
| Nr             | Kolarz          | Miejsce        |
| 72             | Ivo Oliveira    | 34.            |
| 73             | Nelson Oliveira | 18.            |
| 75             | André Carvalho  | 57.            |
| 76             | Iúri Leitão     | DNF            |
| 77             | João Matias     | 85.            |

| Norwegia NOR | Norwegia NOR            | Norwegia NOR |
| ------------ | ----------------------- | ------------ |
| Nr           | Kolarz                  | Miejsce      |
| 78           | Andreas Leknessund      | 66.          |
| 79           | Søren Wærenskjold       | DNS          |
| 80           | Martin Urianstad        | 27.          |
| 81           | Jonas Iversby Hvideberg | 78.          |
| 82           | Erik Nordsæter Resell   | 19.          |
| 83           | Rasmus Tiller           | 6.           |

| Niemcy GER | Niemcy GER          | Niemcy GER |
| ---------- | ------------------- | ---------- |
| Nr         | Kolarz              | Miejsce    |
| 84         | John Degenkolb      | 8.         |
| 85         | Felix Engelhardt    | 20.        |
| 86         | Kim Heiduk          | DNF        |
| 87         | Jonas Koch          | 16.        |
| 88         | Michael Schwarzmann | DNF        |
| 89         | Miguel Heidemann    | 79.        |
| 90         | Max Walscheid       | 33.        |

| Irlandia IRL | Irlandia IRL   | Irlandia IRL |
| ------------ | -------------- | ------------ |
| Nr           | Kolarz         | Miejsce      |
| 91           | Dillon Corkery | DNF          |
| 92           | Rory Townsend  | DNF          |

| Austria AUT | Austria AUT           | Austria AUT |
| ----------- | --------------------- | ----------- |
| Nr          | Kolarz                | Miejsce     |
| 93          | Rainer Kepplinger     | 63.         |
| 94          | Tobias Bayer          | 26.         |
| 95          | Sebastian Schönberger | 52.         |

| Łotwa LAT | Łotwa LAT     | Łotwa LAT |
| --------- | ------------- | --------- |
| Nr        | Kolarz        | Miejsce   |
| 96        | Emīls Liepiņš | DNS       |
| 97        | Mārtiņš Pluto | 60.       |
| 98        | Toms Skujiņš  | 13.       |

| Polska POL | Polska POL            | Polska POL |
| ---------- | --------------------- | ---------- |
| Nr         | Kolarz                | Miejsce    |
| 99         | Piotr Brożyna         | 67.        |
| 100        | Michał Kwiatkowski    | DNF        |
| 101        | Filip Maciejuk        | 53.        |
| 102        | Stanisław Aniołkowski | DNF        |
| 103        | Cesare Benedetti      | 62.        |
| 104        | Marceli Bogusławski   | DNF        |
| 105        | Maciej Paterski       | DNF        |

| Czechy CZE | Czechy CZE    | Czechy CZE |
| ---------- | ------------- | ---------- |
| Nr         | Kolarz        | Miejsce    |
| 106        | Mathias Vacek | 61.        |
| 107        | Petr Kelemen  | DNS        |
| 108        | Matej Zahálka | 49.        |

| Węgry HUN | Węgry HUN   | Węgry HUN |
| --------- | ----------- | --------- |
| Nr        | Kolarz      | Miejsce   |
| 109       | Erik Fetter | 43.       |

| Słowacja SVK | Słowacja SVK  | Słowacja SVK |
| ------------ | ------------- | ------------ |
| Nr           | Kolarz        | Miejsce      |
| 110          | Dávid Kaško   | DNF          |
| 111          | Lukáš Kubiš   | 39.          |
| 112          | Andrej Liska  | DNF          |
| 113          | Marek Čanecký | DNF          |
| 114          | Matúš Štoček  | DNS          |

| Estonia EST | Estonia EST       | Estonia EST |
| ----------- | ----------------- | ----------- |
| Nr          | Kolarz            | Miejsce     |
| 115         | Karl Patrick Lauk | 28.         |
| 116         | Oskar Nisu        | DNF         |
| 117         | Markus Pajur      | 38.         |
| 118         | Norman Vahtra     | DNF         |
| 119         | Rait Ärm          | DNF         |

| Izrael ISR | Izrael ISR     | Izrael ISR |
| ---------- | -------------- | ---------- |
| Nr         | Kolarz         | Miejsce    |
| 120        | Itamar Einhorn | 47.        |
| 121        | Omer Goldstein | 21.        |
| 122        | Gaj Sagiw      | DNF        |

| Turcja TUR | Turcja TUR  | Turcja TUR |
| ---------- | ----------- | ---------- |
| Nr         | Kolarz      | Miejsce    |
| 123        | Ahmet Örken | DNF        |
| 124        | Serdar Depe | DNF        |

| Ukraina UKR | Ukraina UKR         | Ukraina UKR |
| ----------- | ------------------- | ----------- |
| Nr          | Kolarz              | Miejsce     |
| 125         | Kyryło Carenko      | 56.         |
| 126         | Yan Pastuchenko     | DNF         |
| 127         | Yaroslav Parashchak | DNF         |

| Serbia SRB | Serbia SRB    | Serbia SRB |
| ---------- | ------------- | ---------- |
| Nr         | Kolarz        | Miejsce    |
| 128        | Dušan Rajović | 64.        |

| Litwa LTU | Litwa LTU           | Litwa LTU |
| --------- | ------------------- | --------- |
| Nr        | Kolarz              | Miejsce   |
| 129       | Ignatas Konovalovas | 59.       |

| Chorwacja CRO | Chorwacja CRO  | Chorwacja CRO |
| ------------- | -------------- | ------------- |
| Nr            | Kolarz         | Miejsce       |
| 130           | Viktor Potočki | DNF           |

| Kosowo KOS | Kosowo KOS   | Kosowo KOS |
| ---------- | ------------ | ---------- |
| Nr         | Kolarz       | Miejsce    |
| 131        | Samir Hasani | DNF        |
| 132        | Blerton Nuha | DNF        |

| Albania ALB | Albania ALB  | Albania ALB |
| ----------- | ------------ | ----------- |
| Nr          | Kolarz       | Miejsce     |
| 133         | Mikel Demiri | DNF         |
| 134         | Olsian Velia | DNF         |

| Macedonia Północna MKD | Macedonia Północna MKD | Macedonia Północna MKD |
| ---------------------- | ---------------------- | ---------------------- |
| Nr                     | Kolarz                 | Miejsce                |
| 135                    | Stefan Petrowski       | DNF                    |

| Czarnogóra MNE | Czarnogóra MNE | Czarnogóra MNE |
| -------------- | -------------- | -------------- |
| Nr             | Kolarz         | Miejsce        |
| 136            | Goran Cerović  | DNF            |

| Islandia ISL | Islandia ISL    | Islandia ISL |
| ------------ | --------------- | ------------ |
| Nr           | Kolarz          | Miejsce      |
| 137          | Ingvar Ómarsson | DNF          |

| Szwajcaria SUI | Szwajcaria SUI | Szwajcaria SUI |
| -------------- | -------------- | -------------- |
| Nr             | Kolarz         | Miejsce        |
| 138            | Mauro Schmid   | 41.            |

| Belgia BEL | Belgia BEL         | Belgia BEL |
| ---------- | ------------------ | ---------- |
| Nr         | Kolarz             | Miejsce    |
| 1          | Yves Lampaert      | 17.        |
| 2          | Wout van Aert      | 2.         |
| 3          | Jasper De Buyst    | DNS        |
| 4          | Arnaud De Lie      | 4.         |
| 5          | Tim Declercq       | DNF        |
| 6          | Jasper Stuyven     | 12.        |
| 7          | Edward Theuns      | DNF        |
| 8          | Florian Vermeersch | 77.        |

| Dania DEN | Dania DEN               | Dania DEN |
| --------- | ----------------------- | --------- |
| Nr        | Kolarz                  | Miejsce   |
| 9         | Mikkel Bjerg            | DNF       |
| 10        | Tobias Lund Andresen    | 87.       |
| 11        | Christopher Juul-Jensen | 68.       |
| 12        | Mathias Norsgaard       | DNF       |
| 13        | Andreas Kron            | 9.        |
| 14        | Michael Mørkøv          | 70.       |
| 15        | Mads Pedersen           | 7.        |
| 16        | Casper Pedersen         | 45.       |

| Słowenia SLO | Słowenia SLO    | Słowenia SLO |
| ------------ | --------------- | ------------ |
| Nr           | Kolarz          | Miejsce      |
| 17           | Tilen Finkšt    | 81.          |
| 18           | Matevž Govekar  | DNS          |
| 19           | Aljaž Jarc      | DNF          |
| 20           | Kristijan Koren | DNF          |
| 22           | Jaka Primožič   | 50.          |
| 23           | Anže Skok       | 82.          |
| 24           | Mihael Štajnar  | DNF          |

| Wielka Brytania GBR | Wielka Brytania GBR | Wielka Brytania GBR |
| ------------------- | ------------------- | ------------------- |
| Nr                  | Kolarz              | Miejsce             |
| 25                  | Joshua Tarling      | DNF                 |
| 26                  | Lewis Askey         | 31.                 |
| 27                  | Sean Flynn          | 32.                 |
| 28                  | Luke Rowe           | 75.                 |
| 29                  | Mark Stewart        | 69.                 |
| 30                  | Ben Turner          | 24.                 |
| 31                  | Ethan Vernon        | 15.                 |
| 32                  | Samuel Watson       | 25.                 |

| Francja FRA | Francja FRA        | Francja FRA |
| ----------- | ------------------ | ----------- |
| Nr          | Kolarz             | Miejsce     |
| 33          | Arnaud Démare      | 73.         |
| 34          | Sandy Dujardin     | 22.         |
| 35          | Christophe Laporte | 1.          |
| 36          | Matis Louvel       | DNF         |
| 37          | Clément Russo      | DNF         |
| 38          | Florian Sénéchal   | 10.         |
| 39          | Anthony Turgis     | 29.         |
| 40          | Axel Zingle        | DNF         |

| Hiszpania ESP | Hiszpania ESP        | Hiszpania ESP |
| ------------- | -------------------- | ------------- |
| Nr            | Kolarz               | Miejsce       |
| 41            | Xabier Azparren      |               |
| 42            | Fernando Barceló     | 55.           |
| 43            | Jon Barrenetxea      | 51.           |
| 44            | Víctor de la Parte   | 83.           |
| 45            | Imanol Erviti        | 40.           |
| 46            | Jesús Ezquerra       | 58.           |
| 47            | Iván García Cortina  | 11.           |
| 48            | David González López | 54.           |

| Holandia NED | Holandia NED   | Holandia NED |
| ------------ | -------------- | ------------ |
| Nr           | Kolarz         | Miejsce      |
| 49           | Sjoerd Bax     | 30.          |
| 50           | Daan Hoole     | 23.          |
| 51           | Nils Eekhoff   | 65.          |
| 52           | Olav Kooij     | 3.           |
| 53           | Bauke Mollema  | DNF          |
| 54           | Elmar Reinders | 46.          |
| 55           | Cees Bol       | DNF          |
| 56           | Mike Teunissen | 5.           |

| Włochy ITA | Włochy ITA       | Włochy ITA |
| ---------- | ---------------- | ---------- |
| Nr         | Kolarz           | Miejsce    |
| 57         | Edoardo Affini   | DNF        |
| 58         | Mattia Cattaneo  | 76.        |
| 59         | Filippo Ganna    | 37.        |
| 60         | Matteo Sobrero   | 35.        |
| 61         | Luca Mozzato     | 42.        |
| 62         | Andrea Pasqualon | 36.        |
| 63         | Matteo Trentin   | 14.        |
| 64         | Elia Viviani     | 44.        |

| Szwajcaria SUI | Szwajcaria SUI   | Szwajcaria SUI |
| -------------- | ---------------- | -------------- |
| Nr             | Kolarz           | Miejsce        |
| 65             | Stefan Bissegger | 74.            |
| 66             | Johan Jacobs     | 71.            |
| 67             | Reto Hollenstein | 80.            |
| 68             | Fabian Lienhard  | 48.            |
| 69             | Lukas Rüegg      | 84.            |
| 70             | Michael Schär    | 72.            |
| 71             | Félix Stehli     | 86.            |

| Portugalia POR | Portugalia POR  | Portugalia POR |
| -------------- | --------------- | -------------- |
| Nr             | Kolarz          | Miejsce        |
| 72             | Ivo Oliveira    | 34.            |
| 73             | Nelson Oliveira | 18.            |
| 75             | André Carvalho  | 57.            |
| 76             | Iúri Leitão     | DNF            |
| 77             | João Matias     | 85.            |

| Norwegia NOR | Norwegia NOR            | Norwegia NOR |
| ------------ | ----------------------- | ------------ |
| Nr           | Kolarz                  | Miejsce      |
| 78           | Andreas Leknessund      | 66.          |
| 79           | Søren Wærenskjold       | DNS          |
| 80           | Martin Urianstad        | 27.          |
| 81           | Jonas Iversby Hvideberg | 78.          |
| 82           | Erik Nordsæter Resell   | 19.          |
| 83           | Rasmus Tiller           | 6.           |

| Niemcy GER | Niemcy GER          | Niemcy GER |
| ---------- | ------------------- | ---------- |
| Nr         | Kolarz              | Miejsce    |
| 84         | John Degenkolb      | 8.         |
| 85         | Felix Engelhardt    | 20.        |
| 86         | Kim Heiduk          | DNF        |
| 87         | Jonas Koch          | 16.        |
| 88         | Michael Schwarzmann | DNF        |
| 89         | Miguel Heidemann    | 79.        |
| 90         | Max Walscheid       | 33.        |

| Irlandia IRL | Irlandia IRL   | Irlandia IRL |
| ------------ | -------------- | ------------ |
| Nr           | Kolarz         | Miejsce      |
| 91           | Dillon Corkery | DNF          |
| 92           | Rory Townsend  | DNF          |

| Austria AUT | Austria AUT           | Austria AUT |
| ----------- | --------------------- | ----------- |
| Nr          | Kolarz                | Miejsce     |
| 93          | Rainer Kepplinger     | 63.         |
| 94          | Tobias Bayer          | 26.         |
| 95          | Sebastian Schönberger | 52.         |

| Łotwa LAT | Łotwa LAT     | Łotwa LAT |
| --------- | ------------- | --------- |
| Nr        | Kolarz        | Miejsce   |
| 96        | Emīls Liepiņš | DNS       |
| 97        | Mārtiņš Pluto | 60.       |
| 98        | Toms Skujiņš  | 13.       |

| Polska POL | Polska POL            | Polska POL |
| ---------- | --------------------- | ---------- |
| Nr         | Kolarz                | Miejsce    |
| 99         | Piotr Brożyna         | 67.        |
| 100        | Michał Kwiatkowski    | DNF        |
| 101        | Filip Maciejuk        | 53.        |
| 102        | Stanisław Aniołkowski | DNF        |
| 103        | Cesare Benedetti      | 62.        |
| 104        | Marceli Bogusławski   | DNF        |
| 105        | Maciej Paterski       | DNF        |

| Czechy CZE | Czechy CZE    | Czechy CZE |
| ---------- | ------------- | ---------- |
| Nr         | Kolarz        | Miejsce    |
| 106        | Mathias Vacek | 61.        |
| 107        | Petr Kelemen  | DNS        |
| 108        | Matej Zahálka | 49.        |

| Węgry HUN | Węgry HUN   | Węgry HUN |
| --------- | ----------- | --------- |
| Nr        | Kolarz      | Miejsce   |
| 109       | Erik Fetter | 43.       |

| Słowacja SVK | Słowacja SVK  | Słowacja SVK |
| ------------ | ------------- | ------------ |
| Nr           | Kolarz        | Miejsce      |
| 110          | Dávid Kaško   | DNF          |
| 111          | Lukáš Kubiš   | 39.          |
| 112          | Andrej Liska  | DNF          |
| 113          | Marek Čanecký | DNF          |
| 114          | Matúš Štoček  | DNS          |

| Estonia EST | Estonia EST       | Estonia EST |
| ----------- | ----------------- | ----------- |
| Nr          | Kolarz            | Miejsce     |
| 115         | Karl Patrick Lauk | 28.         |
| 116         | Oskar Nisu        | DNF         |
| 117         | Markus Pajur      | 38.         |
| 118         | Norman Vahtra     | DNF         |
| 119         | Rait Ärm          | DNF         |

| Izrael ISR | Izrael ISR     | Izrael ISR |
| ---------- | -------------- | ---------- |
| Nr         | Kolarz         | Miejsce    |
| 120        | Itamar Einhorn | 47.        |
| 121        | Omer Goldstein | 21.        |
| 122        | Gaj Sagiw      | DNF        |

| Turcja TUR | Turcja TUR  | Turcja TUR |
| ---------- | ----------- | ---------- |
| Nr         | Kolarz      | Miejsce    |
| 123        | Ahmet Örken | DNF        |
| 124        | Serdar Depe | DNF        |

| Ukraina UKR | Ukraina UKR         | Ukraina UKR |
| ----------- | ------------------- | ----------- |
| Nr          | Kolarz              | Miejsce     |
| 125         | Kyryło Carenko      | 56.         |
| 126         | Yan Pastuchenko     | DNF         |
| 127         | Yaroslav Parashchak | DNF         |

| Serbia SRB | Serbia SRB    | Serbia SRB |
| ---------- | ------------- | ---------- |
| Nr         | Kolarz        | Miejsce    |
| 128        | Dušan Rajović | 64.        |

| Litwa LTU | Litwa LTU           | Litwa LTU |
| --------- | ------------------- | --------- |
| Nr        | Kolarz              | Miejsce   |
| 129       | Ignatas Konovalovas | 59.       |

| Chorwacja CRO | Chorwacja CRO  | Chorwacja CRO |
| ------------- | -------------- | ------------- |
| Nr            | Kolarz         | Miejsce       |
| 130           | Viktor Potočki | DNF           |

| Kosowo KOS | Kosowo KOS   | Kosowo KOS |
| ---------- | ------------ | ---------- |
| Nr         | Kolarz       | Miejsce    |
| 131        | Samir Hasani | DNF        |
| 132        | Blerton Nuha | DNF        |

| Albania ALB | Albania ALB  | Albania ALB |
| ----------- | ------------ | ----------- |
| Nr          | Kolarz       | Miejsce     |
| 133         | Mikel Demiri | DNF         |
| 134         | Olsian Velia | DNF         |

| Macedonia Północna MKD | Macedonia Północna MKD | Macedonia Północna MKD |
| ---------------------- | ---------------------- | ---------------------- |
| Nr                     | Kolarz                 | Miejsce                |
| 135                    | Stefan Petrowski       | DNF                    |

| Czarnogóra MNE | Czarnogóra MNE | Czarnogóra MNE |
| -------------- | -------------- | -------------- |
| Nr             | Kolarz         | Miejsce        |
| 136            | Goran Cerović  | DNF            |

| Islandia ISL | Islandia ISL    | Islandia ISL |
| ------------ | --------------- | ------------ |
| Nr           | Kolarz          | Miejsce      |
| 137          | Ingvar Ómarsson | DNF          |

| Szwajcaria SUI | Szwajcaria SUI | Szwajcaria SUI |
| -------------- | -------------- | -------------- |
| Nr             | Kolarz         | Miejsce        |
| 138            | Mauro Schmid   | 41.            |

## Klasyfikacja generalna
| \| Klasyfikacja generalna \| Klasyfikacja generalna \| Klasyfikacja generalna \| Klasyfikacja generalna \| Klasyfikacja generalna \| \| Kolarz \| Kolarz \| Państwo \| Drużyna \| Czas \| \| ---------------------- \| ---------------------- \| ---------------------- \| ---------------------- \| ---------------------- \| \| 1. \| Christophe Laporte \| Francja \| Francja \| 4h 15' 51" \| \| 2. \| Wout van Aert \| Belgia \| Belgia \| + 0" \| \| 3. \| Olav Kooij \| Holandia \| Holandia \| + 0" \| \| 4. \| Arnaud De Lie \| Belgia \| Belgia \| + 1" \| \| 5. \| Mike Teunissen \| Holandia \| Holandia \| + 9" \| \| 6. \| Rasmus Tiller \| Norwegia \| Norwegia \| + 9" \| \| 7. \| Mads Pedersen \| Dania \| Dania \| + 13" \| \| 8. \| John Degenkolb \| Niemcy \| Niemcy \| + 15" \| \| 9. \| Andreas Kron \| Dania \| Dania \| + 39" \| \| 10. \| Florian Sénéchal \| Francja \| Francja \| + 41" \| \| 11. \| Iván García Cortina \| Hiszpania \| Hiszpania \| + 41" \| \| 12. \| Jasper Stuyven \| Belgia \| Belgia \| + 41" \| \| 13. \| Toms Skujiņš \| Łotwa \| Łotwa \| + 41" \| \| 14. \| Matteo Trentin \| Włochy \| Włochy \| + 42" \| \| 15. \| Ethan Vernon \| Wielka Brytania \| Wielka Brytania \| + 42" \| \| 16. \| Jonas Koch \| Niemcy \| Niemcy \| + 42" \| \| 17. \| Yves Lampaert \| Belgia \| Belgia \| + 46" \| \| 18. \| Nelson Oliveira \| Portugalia \| Portugalia \| + 49" \| \| 19. \| Erik Nordsæter Resell \| Norwegia \| Norwegia \| + 52" \| \| 20. \| Felix Engelhardt \| Niemcy \| Niemcy \| + 53" \| |                       |                 |                 |            |
| |                       |                 |                 |            |
| |                       |                 |                 |            |
| Klasyfikacja generalna |                       |                 |                 |            |
| Kolarz | Kolarz                | Państwo         | Drużyna         | Czas       |
| 1. | Christophe Laporte    | Francja         | Francja         | 4h 15' 51" |
| 2. | Wout van Aert         | Belgia          | Belgia          | + 0"       |
| 3. | Olav Kooij            | Holandia        | Holandia        | + 0"       |
| 4. | Arnaud De Lie         | Belgia          | Belgia          | + 1"       |
| 5. | Mike Teunissen        | Holandia        | Holandia        | + 9"       |
| 6. | Rasmus Tiller         | Norwegia        | Norwegia        | + 9"       |
| 7. | Mads Pedersen         | Dania           | Dania           | + 13"      |
| 8. | John Degenkolb        | Niemcy          | Niemcy          | + 15"      |
| 9. | Andreas Kron          | Dania           | Dania           | + 39"      |
| 10. | Florian Sénéchal      | Francja         | Francja         | + 41"      |
| 11. | Iván García Cortina   | Hiszpania       | Hiszpania       | + 41"      |
| 12. | Jasper Stuyven        | Belgia          | Belgia          | + 41"      |
| 13. | Toms Skujiņš          | Łotwa           | Łotwa           | + 41"      |
| 14. | Matteo Trentin        | Włochy          | Włochy          | + 42"      |
| 15. | Ethan Vernon          | Wielka Brytania | Wielka Brytania | + 42"      |
| 16. | Jonas Koch            | Niemcy          | Niemcy          | + 42"      |
| 17. | Yves Lampaert         | Belgia          | Belgia          | + 46"      |
| 18. | Nelson Oliveira       | Portugalia      | Portugalia      | + 49"      |
| 19. | Erik Nordsæter Resell | Norwegia        | Norwegia        | + 52"      |
| 20. | Felix Engelhardt      | Niemcy          | Niemcy          | + 53"      |